# Cerco de Astorga
O cerco de Astorga de 1812 ocorreu entre 29 de junho e 19 de agosto de 1812, em Astorga, Leão, Espanha, durante a Guerra Peninsular.

## Antecedentes
O contra-ataque de outono francês começou com o Cerco de Astorga.

## Cerco
Em 29 de junho, as tropas espanholas do Tenente-General Francisco Gómez de Terán y Negrete, Marquês de Portago, iniciaram as operações e sitiaram Astorga. O cerco fez parte da ofensiva aliada no verão de 1812. O VI Exército Espanhol liderado pelo General José María Santocildes y Llanos, por ordem do General Francisco Javier Castaños Aragorri, 1º Duque de Bailén, tomou as medidas necessárias para a recuperação de Astorga. Em 18 de agosto, após forte resistência, a guarnição francesa rendeu-se aos espanhóis. Durante o cerco, parte das tropas espanholas, sob o comando do General Santocildes, marchou em direção a Salamanca para se juntar ao exército aliado sob o comando de Arthur Wellesley, 1.º Duque de Wellington, contribuindo com sucesso para a campanha com a captura de Tordesilhas, o bloqueio de Toro e Zamora e a ocupação de Valladolid.

## Consequências
O contra-ataque de outono francês prosseguiu com o Cerco de Burgos.